# Charles-François de Pélissier de Saint-Ferréol
Charles-François de Péllissier de Saint-Ferréol, né le 2 mars 1709 à Visan et mort le 18 novembre 1789, ecclésiastique, fut évêque de Vaison-la-Romaine de 1758 à 1786.

## Biographie
Charles-François de Péllissier de Saint-Ferréol nait à Visan dans le diocèse de Saint-Paul-Trois-Châteaux. Il est le fils cadet de François Pélissier de Saint-Ferréol et de Constance du Claux de Molestre. Destiné à l'Église, ordonné diacre le 7 juin 1732 et prêtre l'année suivante, il devient chanoine pénitencier de la cathédrale de Carpentras puis vicaire général de Joseph-Dominique d'Inguimbert. 
Il est nommé évêque de Vaison-la-Romaine par le pape Clément XIII en 1758 et consacré à Rome par le cardinal Henri Benoît Stuart. Il promulgue un mandement le 1er septembre à l'occasion du jubilé universel proclamé par le pape Clément XIV. Se sentant vieillir il obtient le 16 décembre 1782 un coadjuteur et futur successeur en la personne d'Étienne André François de Paule Fallot de Beaumont de Beaupré et il résigne son siège épiscopal en sa faveur en 1786. Lors de la convocation des États généraux de 1789 il est encore  mentionné comme « ancien évêque » mais il meurt en novembre 1789.